# Frithiof Bengtsson
Frithiof Augustin Bengtsson, född 10 juli 1918 i Askome, död 22 mars 2008 i Vessigebro, var en svensk författare och bildningskonsulent.

## Biografi
Bengtsson växte upp på en gård i byn Askome, nordost om Falkenberg. Han började tidigt skriva vid sidan av arbetet i jordbruket. På 1960-talet utsågs han till Hallands förste bildningskonsulent och lade ner stort arbete på att samla in folkminnen och att redigera ett flertal böcker, men han skrev även egna berättelser och dikter.

### Redaktör
- Halländska emigrantöden 1860-1930 : drömmen om Amerika - vision och verklighet / boken är redigerad av Frithiof Bengtsson. Halmstad: Spektra. 1976. Libris 8370598. ISBN 9171361944
  -  Halländska emigrantöden 1860-1930 : drömmen om Amerika - vision och verklighet / boken är redigerad av Frithiof Bengtsson, Torsten Bengtsson, Bengt-Arne Person. ([2., rev. uppl.]). Halmstad: Spektra. 1996. Libris 7607313. ISBN 9171364676
  - Bengtsson Frithiof, Fogelquist Ruben, red (1986). Halländska emigrantöden 1860-1930 : drömmen om Amerika - vision och verklighet : studieplan / av Frithiof Bengtsson och Ruben Fogelquist. Vessigebro: Hallands bildningsförb. Libris 7607073. ISBN 91-7136-194-4
- Gamla och nya sånger att sjunga tillsammans / [arbetsgrupp: Torsten Bengtsson ... ; red. av Frithiof Bengtsson]. Vessigebro: Samarbetsrådet i hembygdsfrågor. 1982. Libris 487218
- Torpare i Halland : [så byggde de, så bodde de, så levde de] : [människoöden och miljöskildringar i text och bild från Halland] / boken är red. av Frithiof Bengtsson ... Halmstad: Spektra. 1982. Libris 7607199. ISBN 9171363300
- Vårt århundrade i Halland 1880-1980 : [hallänningar berättar] / redigerad av Frithiof Bengtsson. Halmstad: Spektra. 1986. Libris 7607241. ISBN 9171363874